# Hudiksvalls församling
Hudiksvalls församling var en församling i Uppsala stift och i Hudiksvalls kommun i Gävleborgs län. Församlingen uppgick 2002 i Hudiksvall-Idenors församling.

## Administrativ historik
Församlingen bildades 6 februari 1582 som en utbrytning ur Tuna församling. Församlingen var därefter till 9 september 1584 annexförsamling i pastoratet Tuna, Idenor för att från den tidpunkten till 14 augusti 1651 utgöra ett eget pastorat. Från 14 augusti 1651 till 2002 var församlingen moderförsamling i pastoratet Hudiksvall och Idenor. Församlingen uppgick 2002 i Hudiksvall-Idenors församling.
Församlingskod var 218401  

## Organister
| Ämbetstid | Namn | Levnadstid | Övrigt  |
| --------- | ---- | ---------- | ------- |
| 1964      | –    | –          | Vakant. |

## Kyrkor
- Hudiksvalls kyrka
- Agö kapell
- Bålsö kapell
- Hölicks kapell
- Kråkö kapell
- Kuggörarnas kapell